# Aeroportul Oranjemund
Aeroportul Oranjemund (IATA: OMD, ICAO: FYOG) este un aeroport din Namibia ce deservește zona Oranjemund. A fost numit după zona deservită.
Situat la o altitudine de 4 m, aeroportul dispune de o singură pistă. Este operat de NAMDEB Diamond Corporation (Pty) Ltd.⁠(d).